# الگا کاپراننوا
الگا کاپراننوا (به انگلیسی: Olga Kapranova) ژیمناست زادهٔ ۶ دسامبر ۱۹۸۷ میلادی اهل کشور روسیه است.